# Stanwellia pexa
Stanwellia pexa är en spindelart som först beskrevs av Hickman 1930.  Stanwellia pexa ingår i släktet Stanwellia och familjen Nemesiidae.
Artens utbredningsområde är Tasmanien. Inga underarter finns listade i Catalogue of Life.